# Confederación Republicana de Acción Cívica
Die Confederación Republicana de Acción Cívica de Obreros y Empleados de Chile (CORA) war eine chilenische Partei. Die Partei wurde im Dezember 1929 vom Rechtsanwalt und Politiker Benjamín Claro Velasco gegründet.

## Hintergrund
Die CORA verfolgte folgende Hauptziele:
- Kampf gegen jede Art von Diktatur
- Respekt vor der Verfassung und den Gesetzen
- Verhältniswahlrecht
- Zulassung von Frauen zu politischen Aktivitäten und Ämtern

Zu den Mitgliedern zählten überwiegend Arbeiter, Angestellte des öffentlichen Dienstes, Eisenbahner, Gewerkschafter und Anarchisten. In der Regierungszeit von Carlos Ibáñez del Campo hatte die Partei 1930 im Congreso Termal  14 Abgeordnetensitze und einen Senator.
| Parteien im Congreso Termal                | Abgeordnete | Senatoren |
| ------------------------------------------ | ----------- | --------- |
| Partido Radical                            | 36          | 11        |
| Partido Liberal Unido                      | 30          | 19        |
| Partido Democrático                        | 30          | 5         |
| Partido Conservador                        | 23          | 9         |
| Confederación Republicana de Acción Cívica | 14          | 1         |
| Gesamt                                     | 133         | 45        |

Ein Generalstreik verschärfte die Situation und zwang Carlos Ibáñez am 26. Juli 1931 zum Rücktritt. Die Partei CORA wurde im Herbst 1932 mit Ende der Regierungszeit im Congreso Termal aufgelöst.